# Christ Kasela Mbona
Christ Kasela Mbona (* 19. Dezember 1991 in Kinshasa, Zaire) ist ein deutsch-kongolesischer Fußballspieler, der als Abwehrspieler eingesetzt wird.

## Leben
Kasela siedelte im Alter von drei Jahren mit seiner Mutter und seinen sechs Geschwistern vom Kongo nach Düsseldorf um. Im Düsseldorfer Ortsteil Gerresheim erlernte er das Fußballspielen und wechselte im Alter von sechzehn Jahren nach Mönchengladbach.

## Karriere
Kasela gelangte über die Jugendabteilung von Borussia Mönchengladbach, wo er in der U17 von Christian Ziege trainiert wurde, nach Bielefeld. Hier hin holte ihn Ziege im Sommer 2010, der zu diesem Zeitpunkt Cheftrainer der Arminia war. Sein Zweitligadebüt gab Kasela am 26. November 2010 während des Ligaspiels gegen Fortuna Düsseldorf, bei dem er in der Startelf stand. Im Januar 2011 wurde Kasela, aufgrund des großen Kaders der Profimannschaft und um die Regionalligamannschaft zu stärken, in die zweite Mannschaft versetzt.
Zur Saison 2011/12 wechselte Kasela zu FC 08 Homburg in die Oberliga Südwest, wo er einen Einjahresvertrag unterzeichnete. Am 9. Mai 2012 wechselte er zum SC Wiedenbrück 2000 und gehörte in der Saison 2012/13 dem Regionalligateam an. Nach einem halben Jahr ohne Verein verpflichtete ihn der abstiegsbedrohte Regionalligist SSVg Velbert im Januar 2014 bis zum Saisonende. Danach war Kasela Mbona erneut ein halbes Jahr ohne Verein. Im Januar 2015 schloss er sich dem Regionalligisten SG Wattenscheid 09 an, verließ den Verein aber zur Saison 2016/17 wieder und wechselte in die Oberliga zum SC Düsseldorf-West.